# Russischer Friedhof auf dem Neroberg

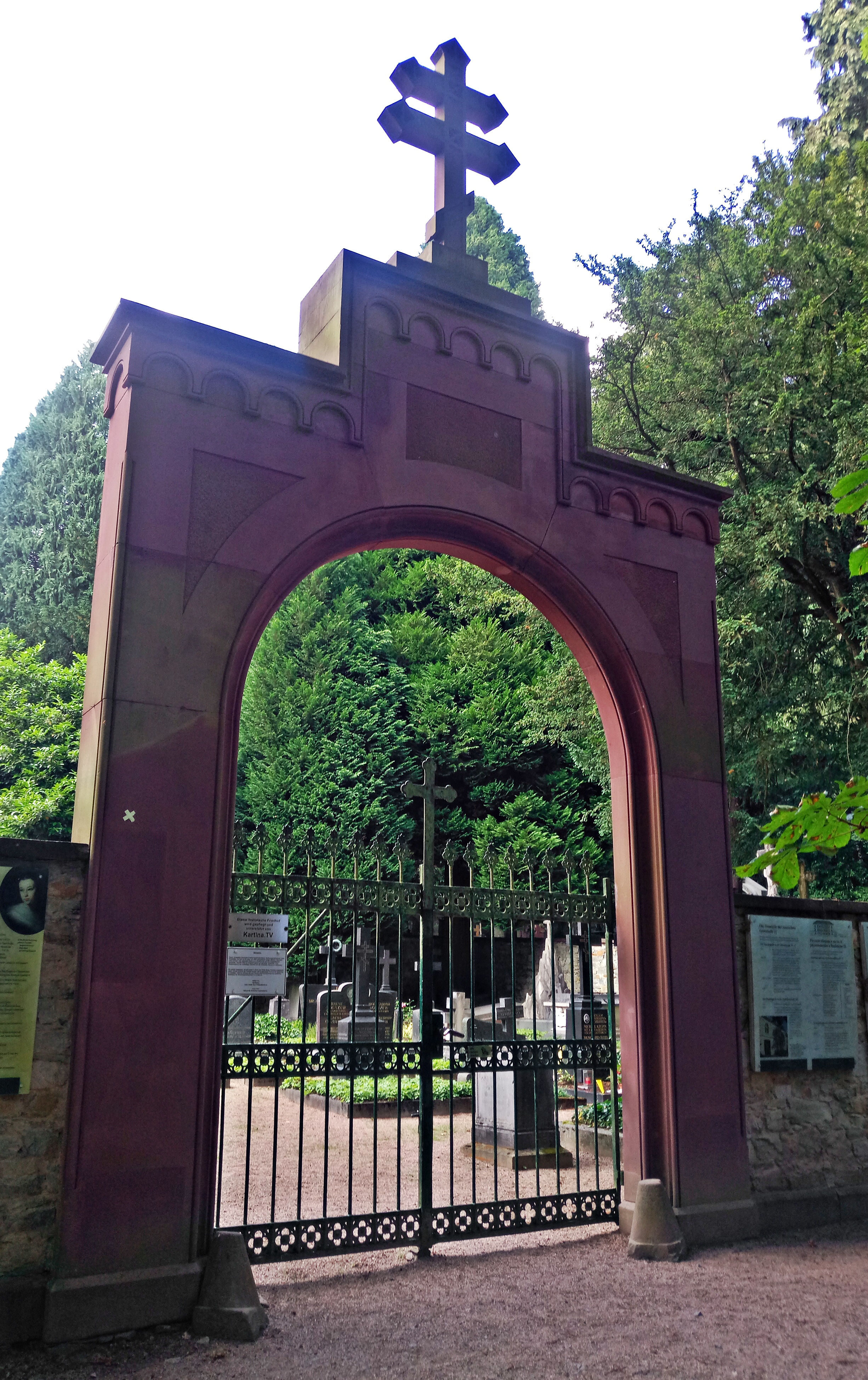
Eingangstor zum Friedhof

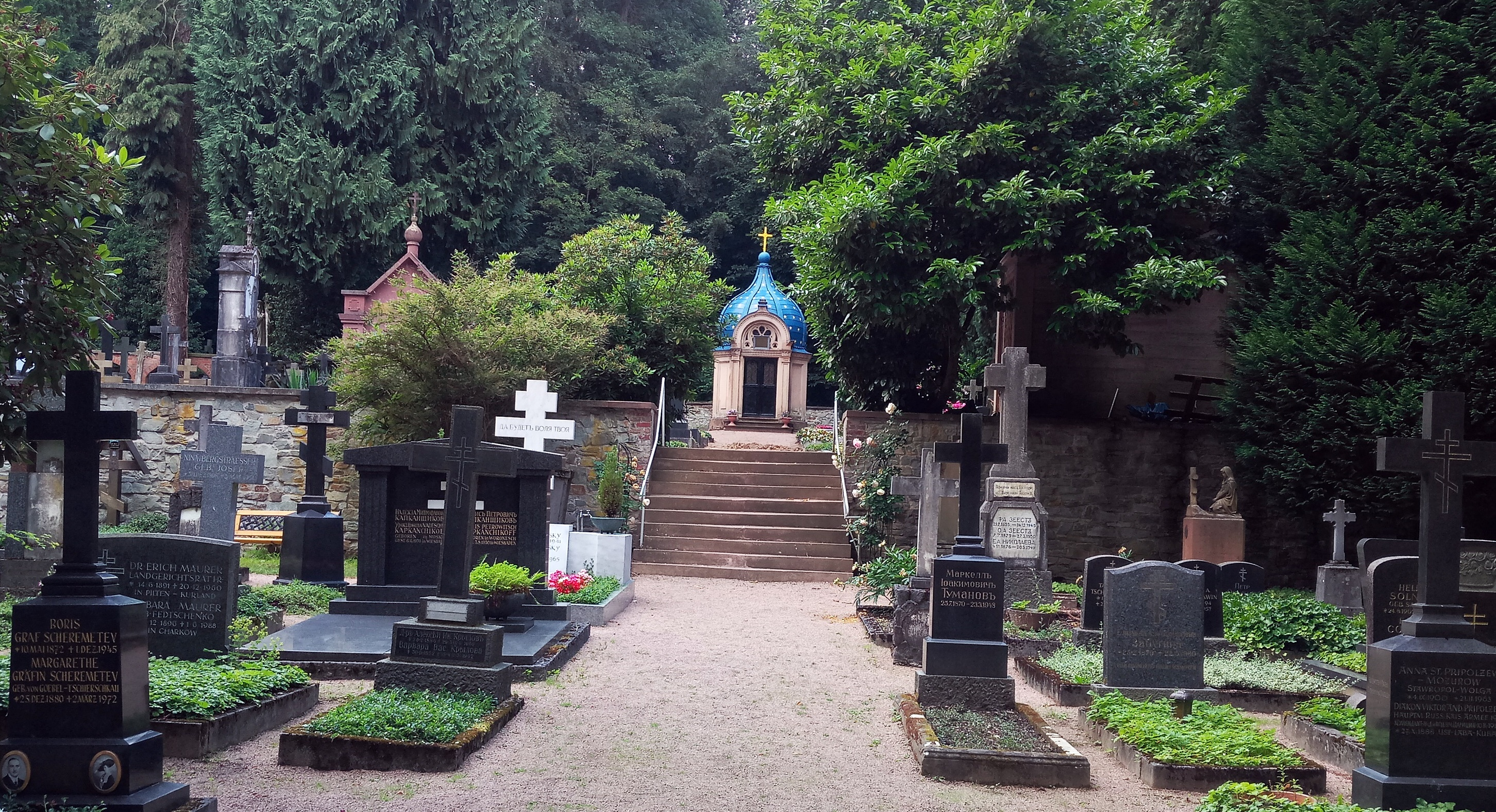
Blick auf den russisch-orthodoxen Friedhof, mittig die Friedhofskapelle

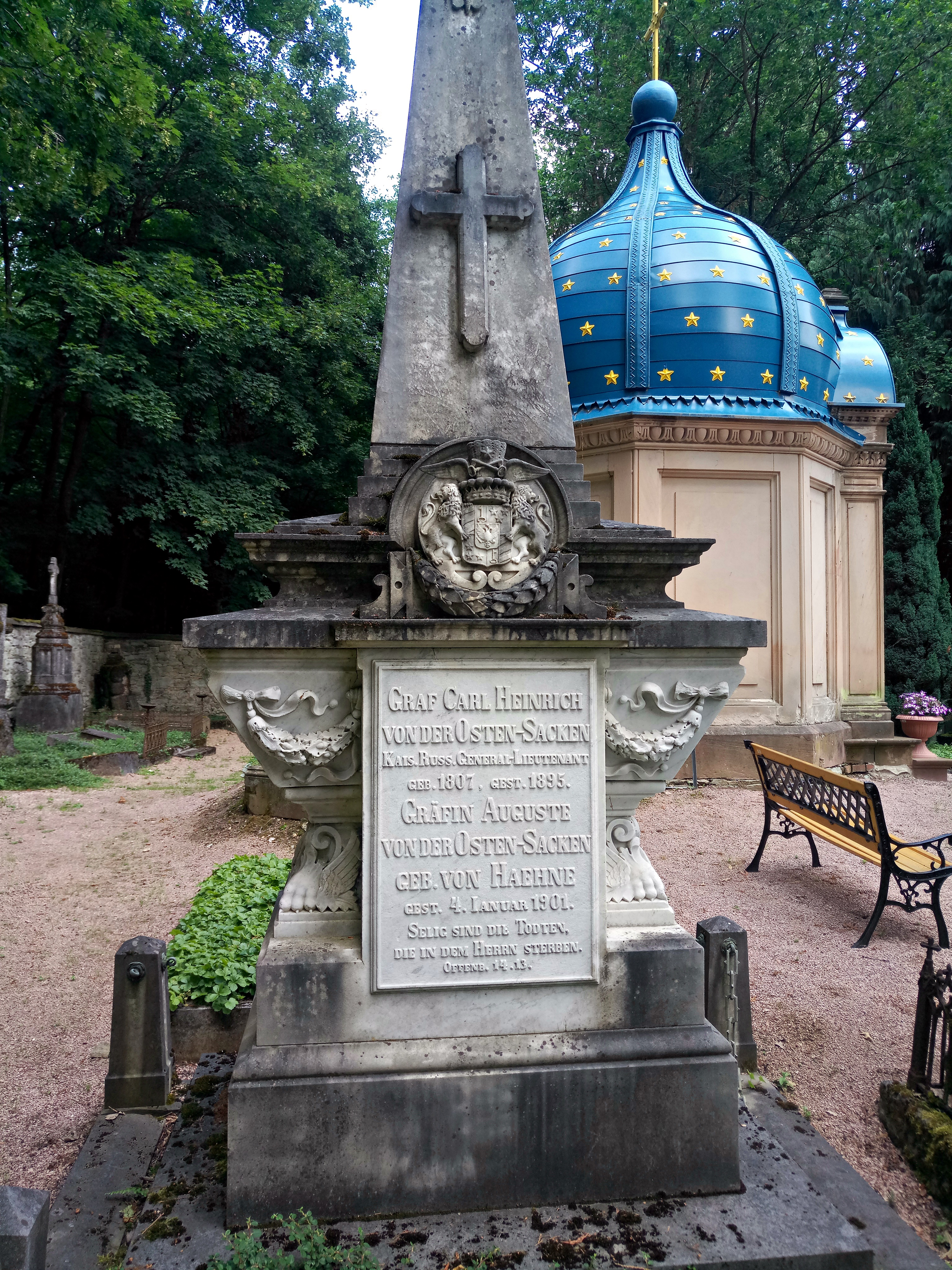
Grab, Generalleutnant Carl Heinrich von der Osten (1807–1895); im Hintergrund die Friedhofskapelle

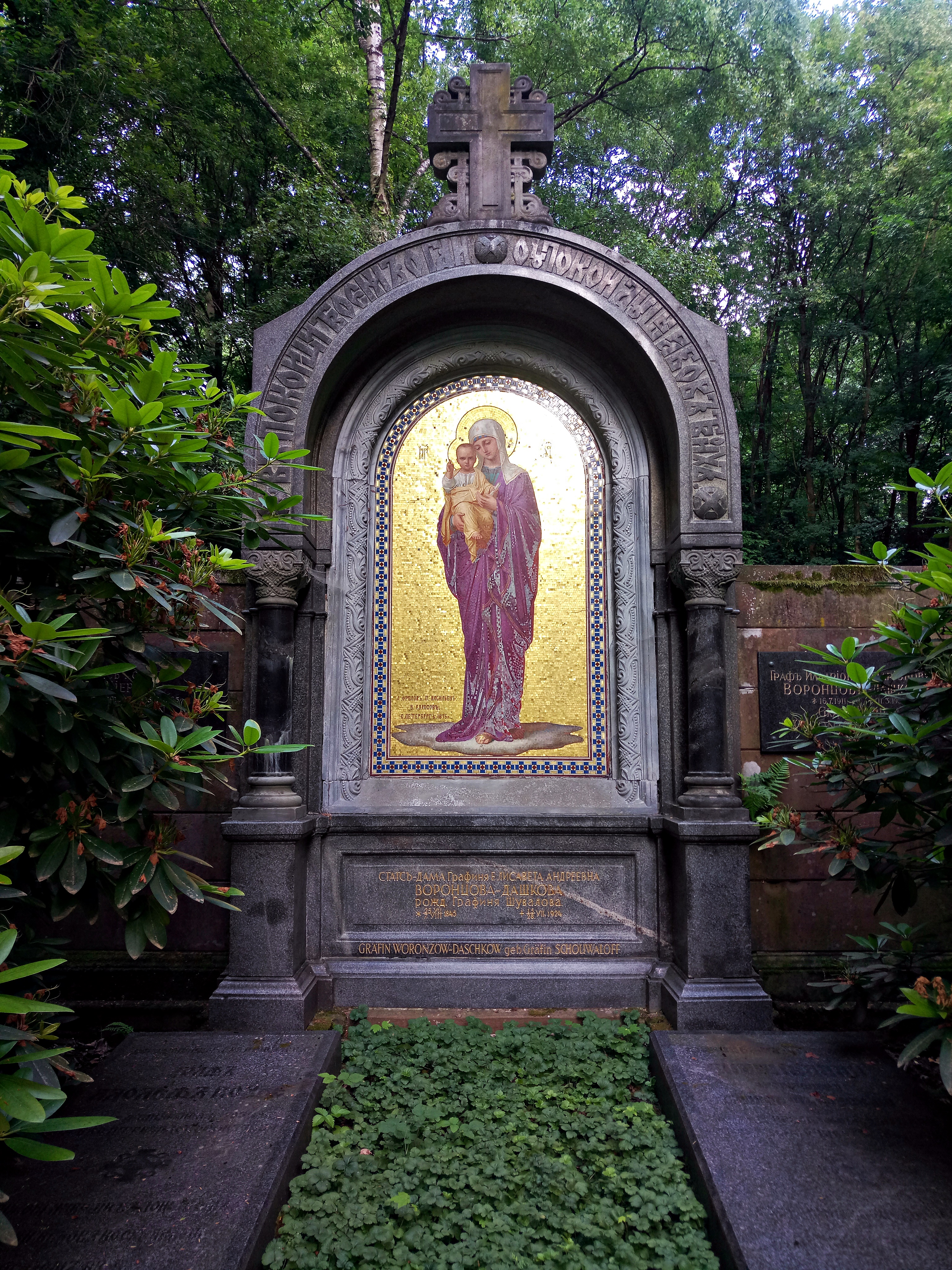
Grab, Gräfin Elizaveta Andreevna Vorontsova-Dashkova geb. Schuwalowa (1845–1924)

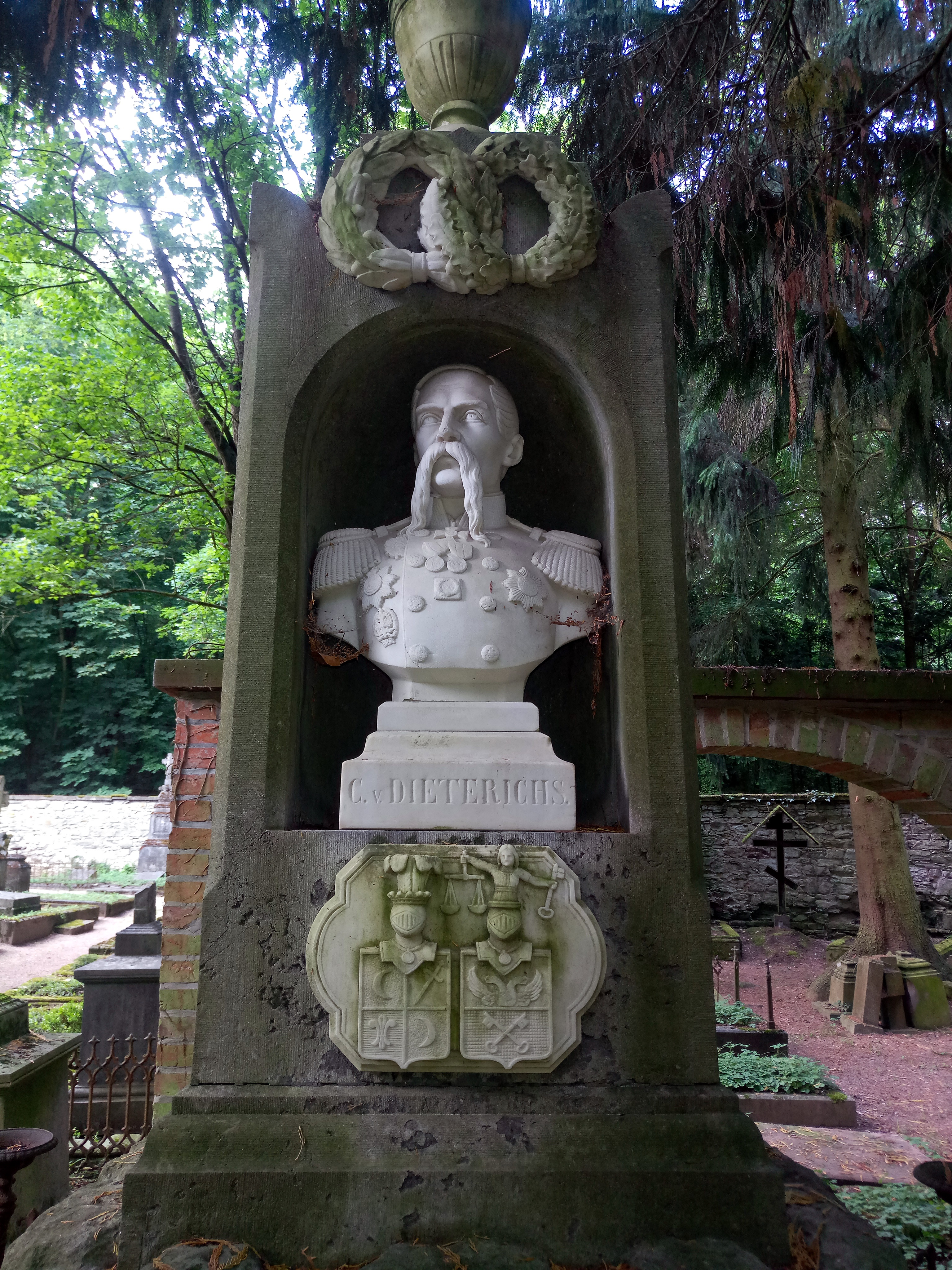
Grab, Generalleutnant Konstantin von Dieterichs (1812–1874)

Der Russische Friedhof auf dem Neroberg ist eine russisch-orthodoxe Begräbnisstätte in der Landeshauptstadt Wiesbaden. Im Laufe des 19. Jahrhunderts hatte sich eine große Anzahl an russischen Migranten in Wiesbaden niedergelassen, weshalb der Wunsch nach einem eigenen Begräbnisplatz aufkam. Aus diesem Grund wurde Mitte des 19. Jahrhunderts mit Planungen für einen eigenen Friedhof begonnen, der im Jahre 1856 eröffnet werden konnte.

## Lage
Der russisch-orthodoxe Friedhof liegt außerhalb der Stadt Wiesbaden auf dem weithin sichtbaren Neroberg. Direkt neben dem Friedhof steht die Russisch-Orthodoxe Kirche der heiligen Elisabet, die nach einem Entwurf von Stadtbaumeister Philipp Hoffmann gebaut wurde.

## Geschichte
Die Entstehung und der Bau des russischen Friedhofs in Wiesbaden geht auf einen Vorschlag von Großfürstin Charlotte von Württemberg (nach ihrer Heirat mit Großfürst Michael Pawlowitsch von Russland auch Elena Pawlowna genannt) zurück. Nach dem frühen Tod ihrer Tochter Elisabeth Michailowna Romanowa wurde die russisch-orthodoxe Kirche gebaut, in der auch Charlottes Tochter begraben wurde. Da zu diesem Zeitpunkt bereits eine große Anzahl russischstämmiger Bürger in Wiesbaden wohnhaft waren und es keinen orthodoxen Friedhof gab, wurde ein solcher Begräbnisort in unmittelbarer Nähe der Kirche geplant. Mit der Planung wurde der Oberbaurat von Wiesbaden Philipp Hoffmann beauftragt, der auch für die Architektur der anliegenden Elisabetkirche verantwortlich zeichnete. Der damalige Regent Herzog Adolph I. von Nassau stellte in unmittelbarer Nähe zur Kirche ein Waldstück zum Bau des Friedhofs zur Verfügung. Hoffmann entwarf daraufhin eine Friedhofsanlage in Form eines Kreuzes, die ringsum mit einer Ziegelsteinmauer eingefasst wurde.
Der Friedhof ging im Jahre 1864 an die russische Gemeinde in Wiesbaden über. Der Friedhof wurde seit 1866 mehrere Male erweitert, zuletzt im Jahre 1977.

## Heutige Nutzung
Der hiesige Friedhof war lange Zeit der einzige russisch-orthodoxe Friedhof in Deutschland und wurde aus diesem Grund auch für Bestattungen weit über das Einzugsgebiet von Wiesbaden hinaus in Anspruch genommen. Der Friedhof wird heute noch von der russischen Gemeinde Wiesbaden verwaltet und für Bestattungen genutzt. Zum gegenwärtigen Zeitpunkt befinden sich auf dem Gelände die Gräber von etwa 800 Verstorbenen, darunter vieler Adliger, aber auch Wissenschaftler, Beamte, Geistliche und Schriftsteller.
Der russisch-orthodoxe Friedhof von Wiesbaden ist einer der ältesten in Westeuropa und einer der größten Anlagen seiner Art außerhalb Russlands.

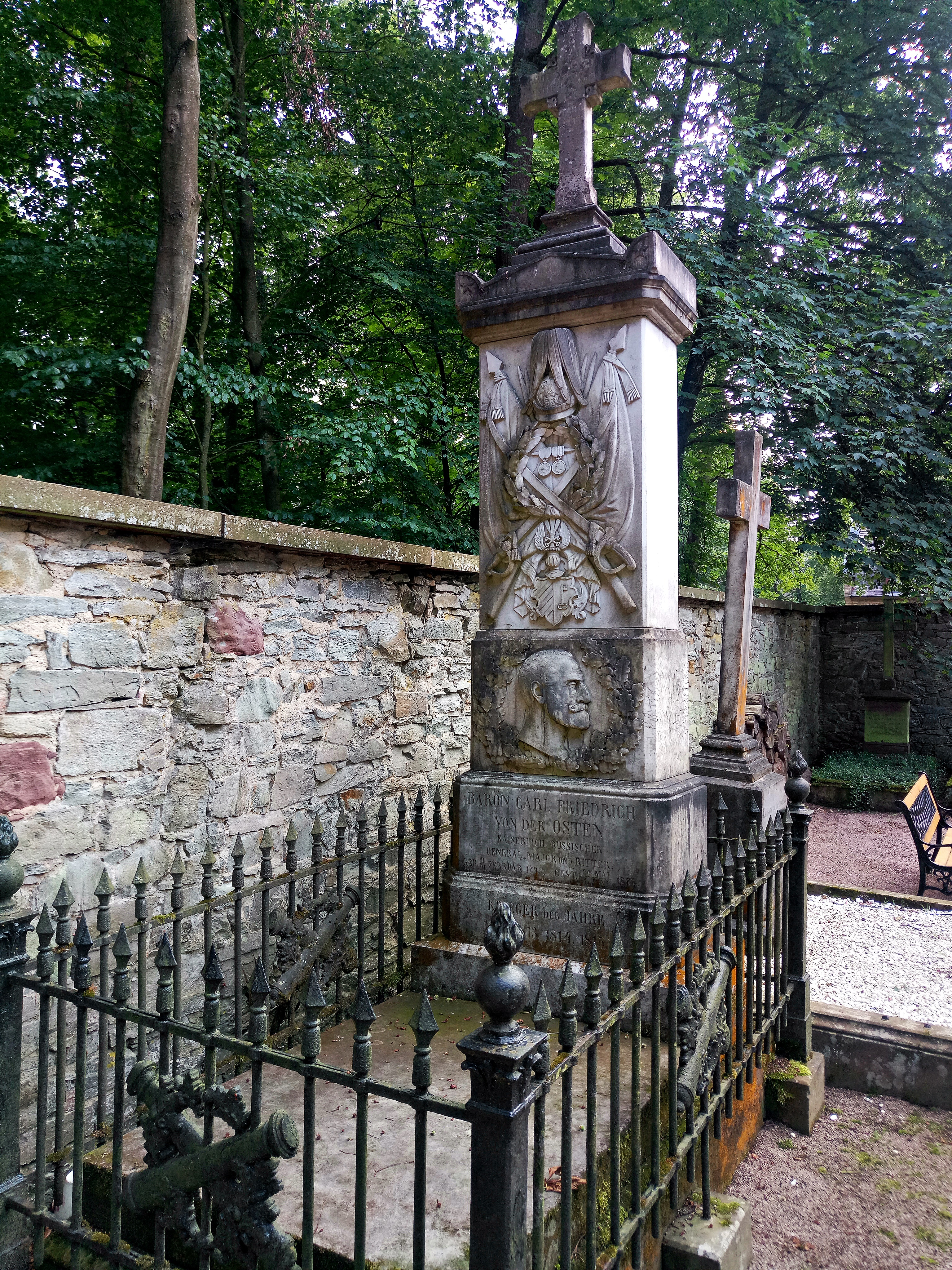
Grab, Generalmajor Carl Friedrich von der Osten (1795–1878)
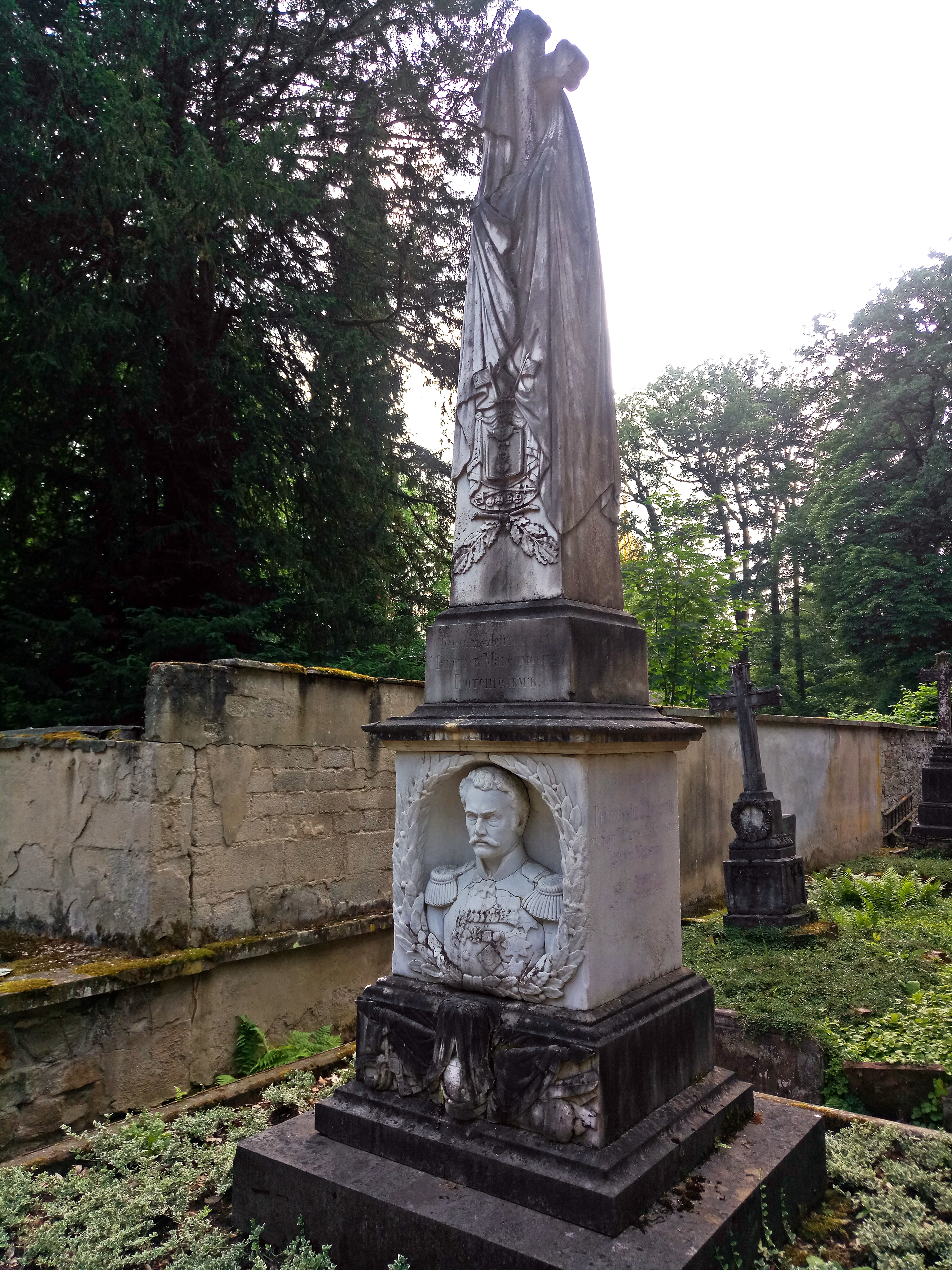
Grab, Prinzessin Elisabeth zu Sayn-Wittgenstein geb. von Manstein (1856–1894)
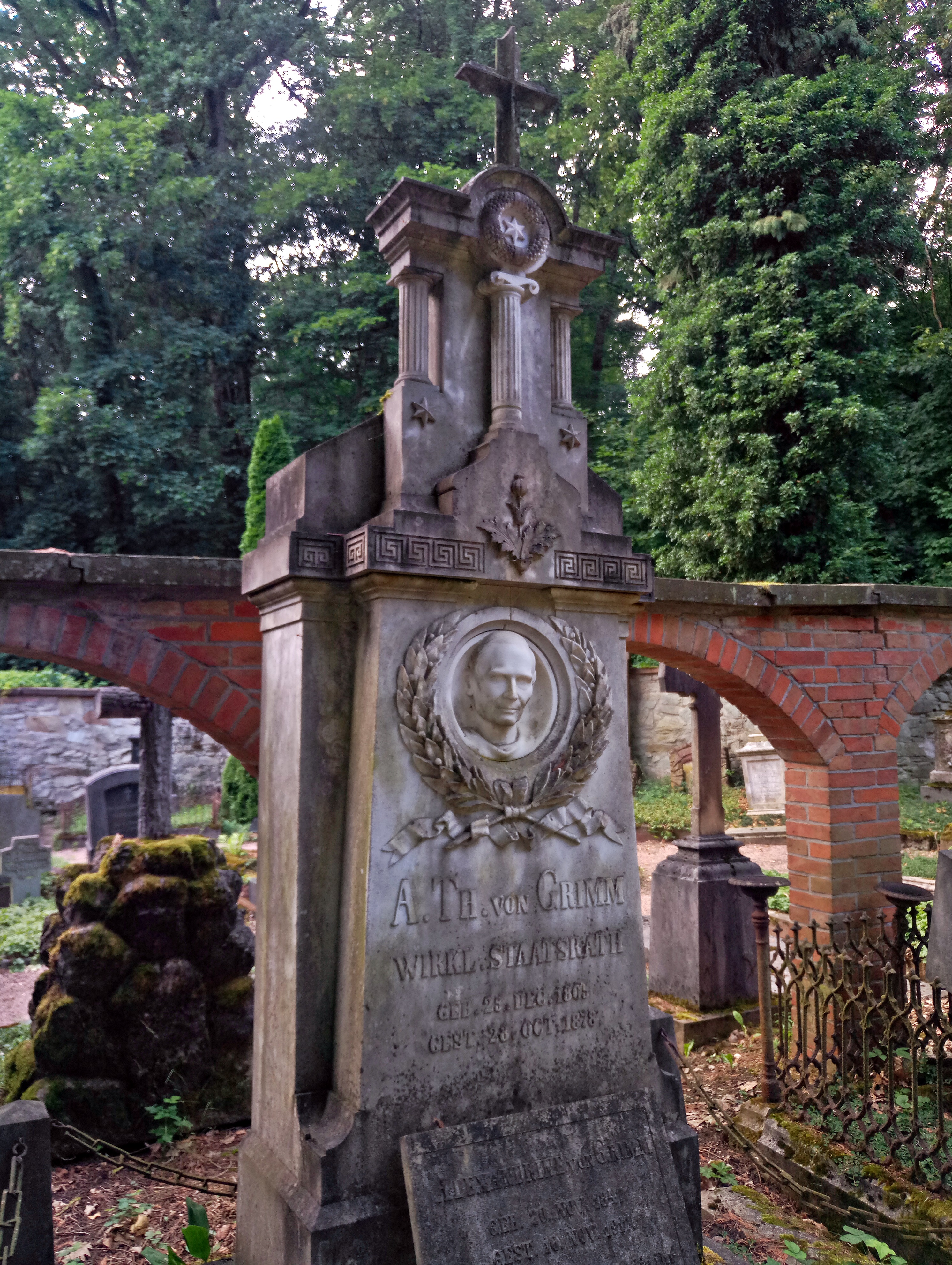
Grabmal August Theodor von Grimm (1805–1878)
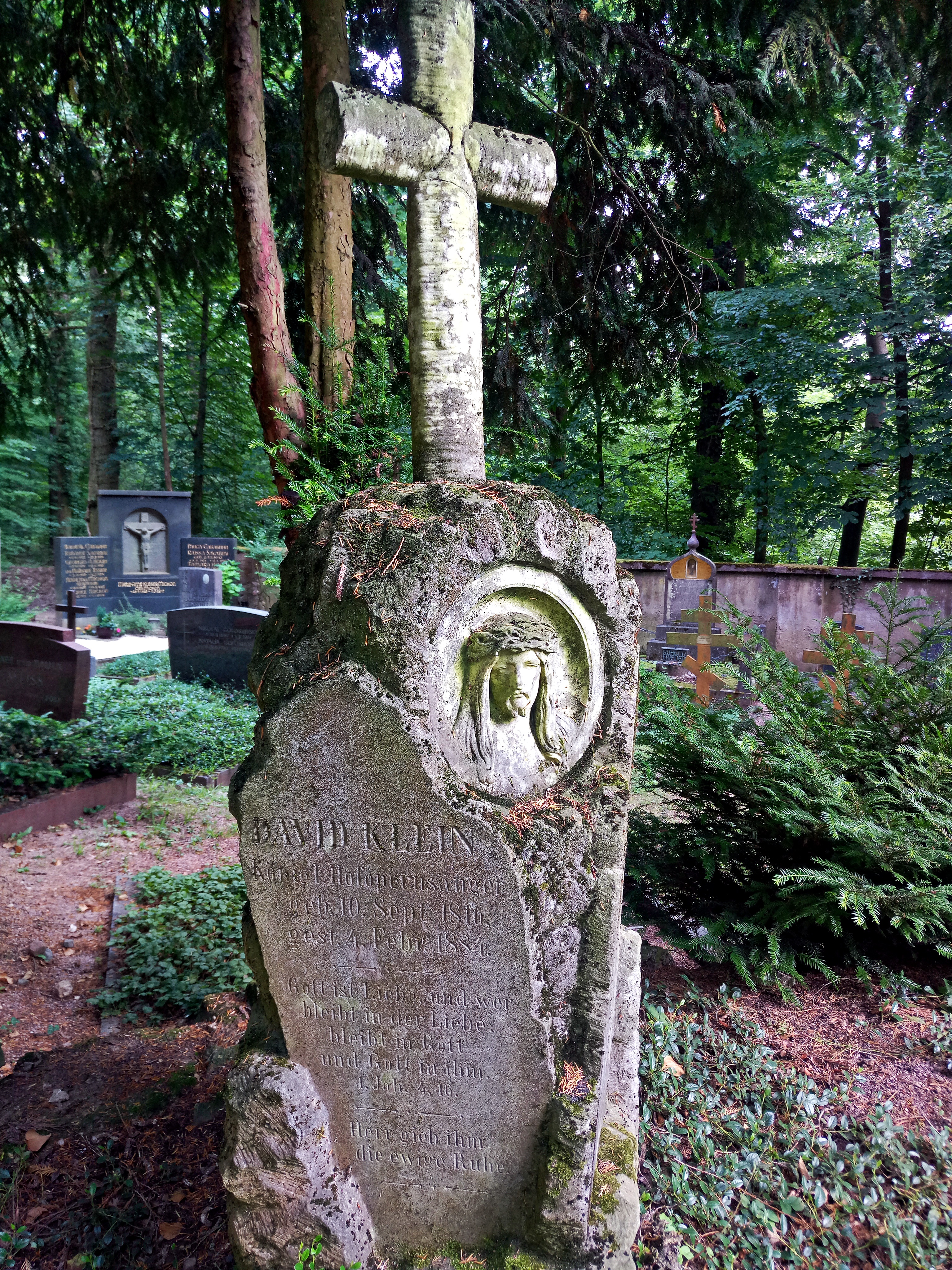
Grabmal Hofopernsänger David Klein (1816–1884)
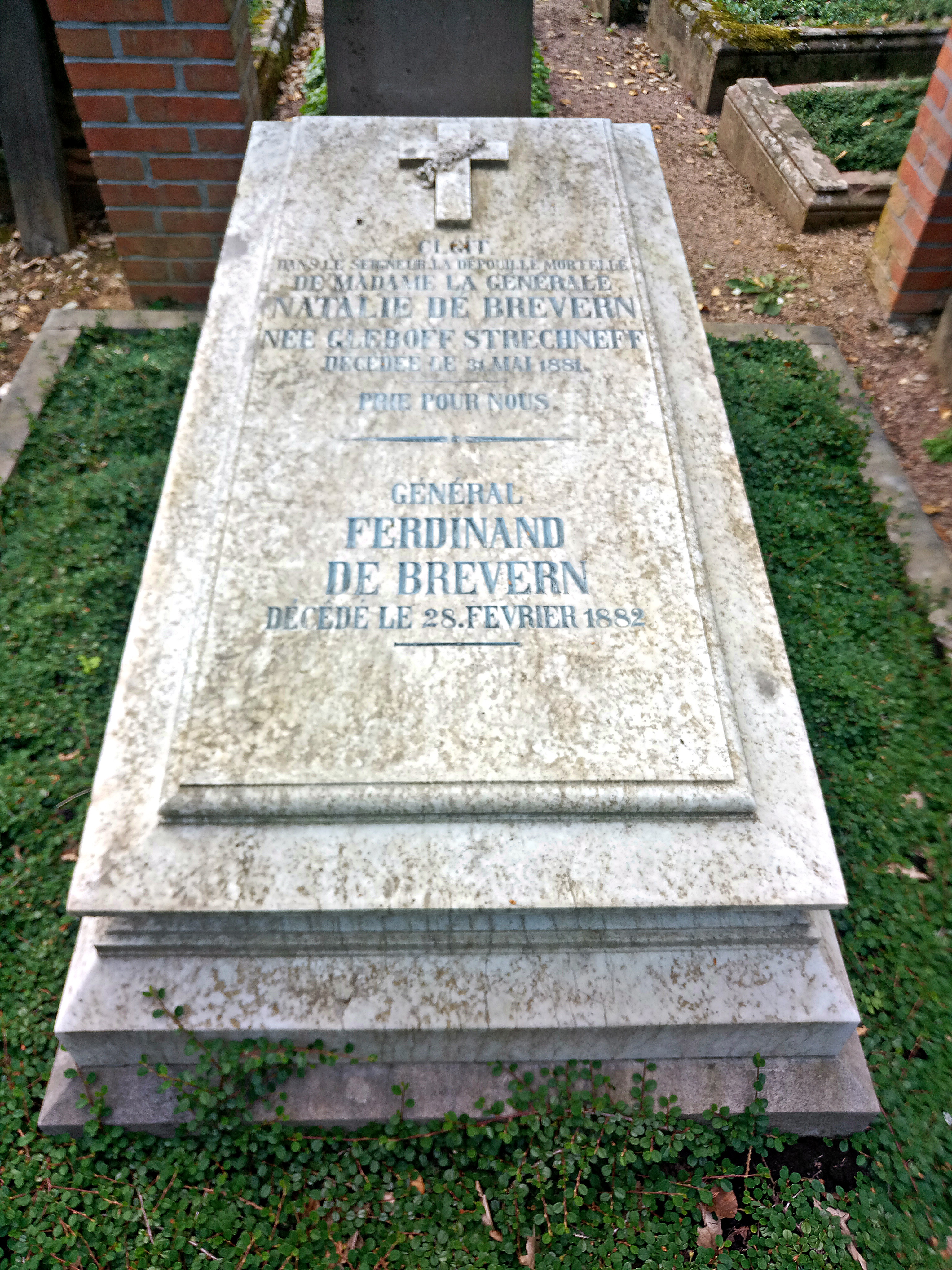
Grab, Generalmajor Ferdinand Ludwig von Beveren (1802–1882)
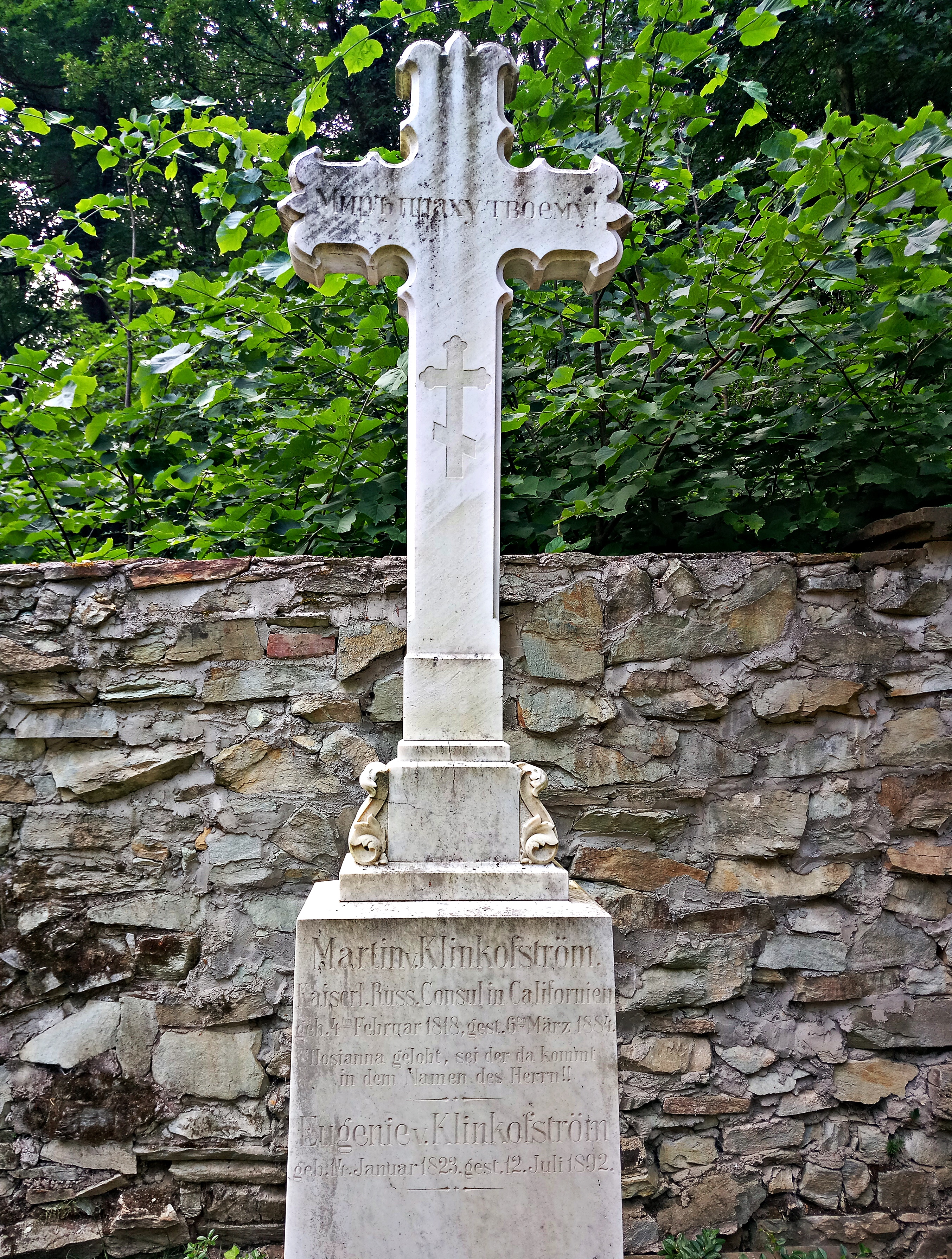
Grab Martin von Klinckowström (1818–1884), kais. russ. Konsul in Kalifornien
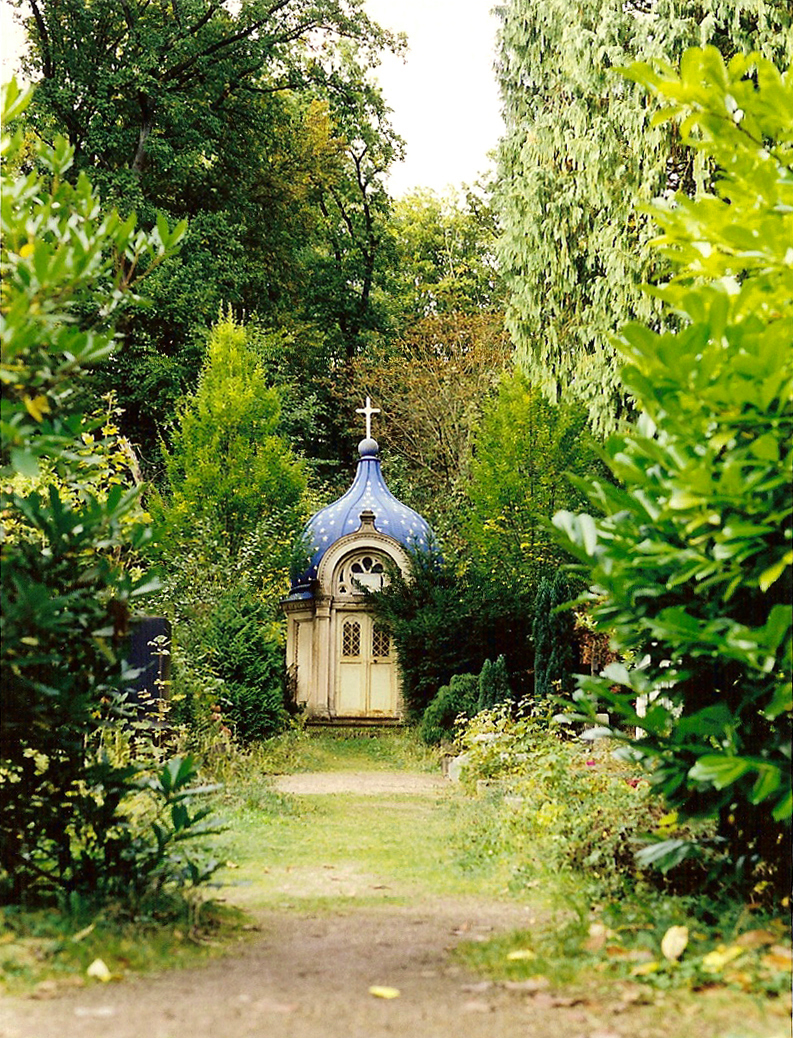
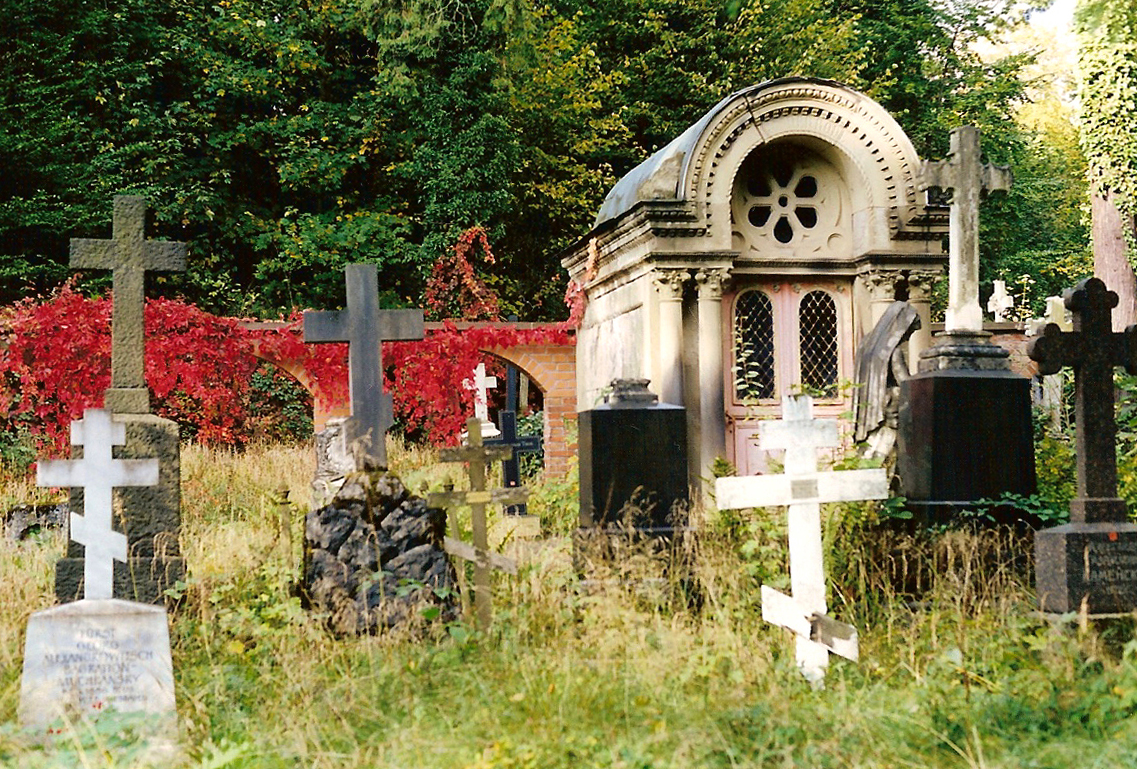
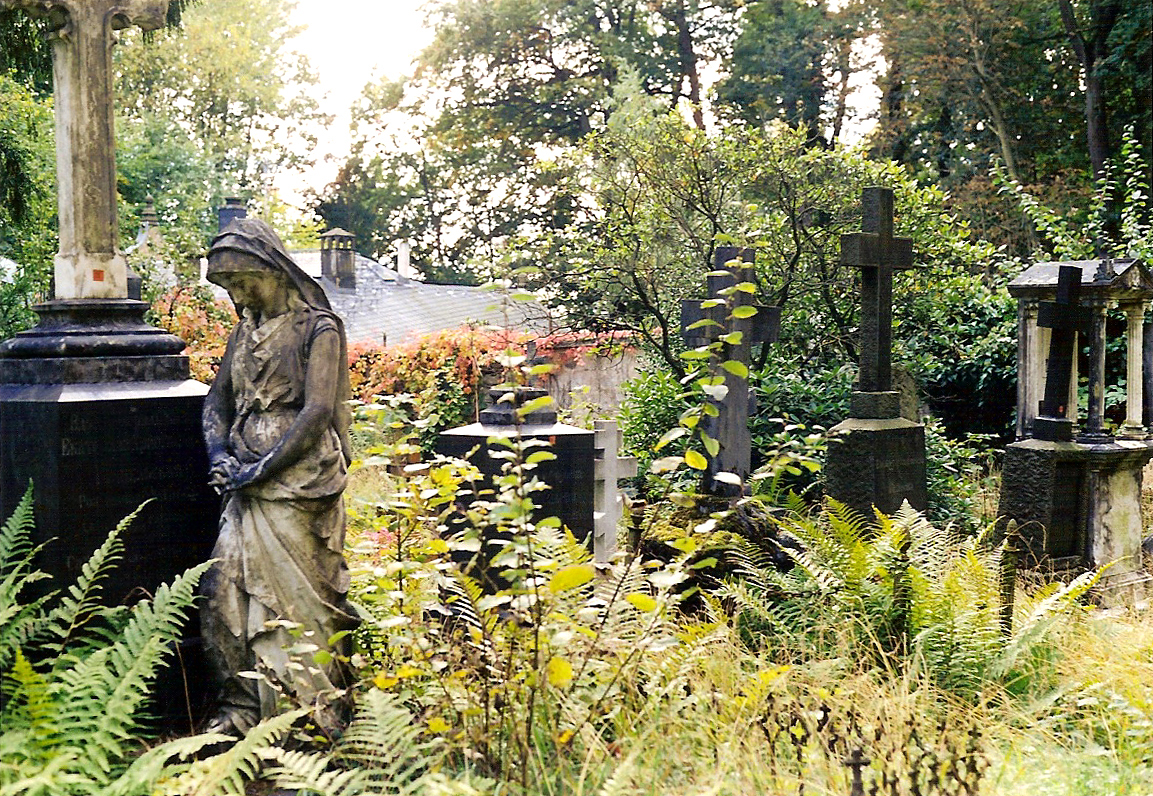
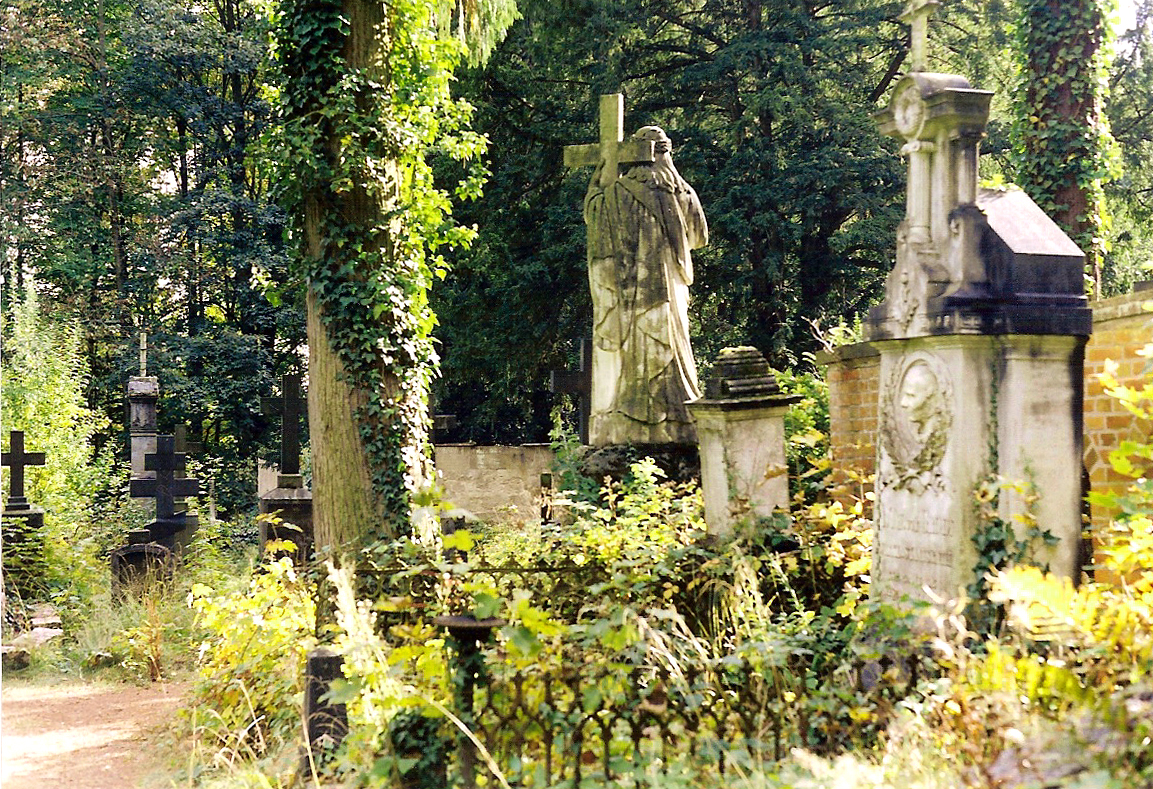

## Persönlichkeiten
- Carl Friedrich von der Osten (1795–1878), kaiserlich-russischer Generalmajor
- August Theodor von Grimm (1805–1878), Staatsrat, Schriftsteller und Pädagoge
- David Klein (1816–1884), Bassist, Hofopernsänger
- Michail Schachowskoi-Glebow-Streschnew (1836–1892), russischer Generalleutnant und Gouverneur[2]
- Alexej Jawlensky (1865–1941), Maler und Mitglied im Bund Der Blaue Reiter
- Olga Alexandrowna von Merenberg (1873–1923), Großfürstin und Ehegattin von Georg von Merenberg
- Barys Kit (1910–2018), belarussischer Wissenschaftler